# Taťjana Kotovová
Taťjana Vladimirovna Kotovová (rusky Татьяна Владимировна Котова; * 11. prosince 1976, Kokand, USSR) je ruská atletka, dálkařka.

## Kariéra
Na letních olympijských hrách v Athénách 2004 získala bronzovou medaili, když její nejdelší pokus měřil 705 cm. Stejný výkon předvedla také Ruska Irina Simaginová, ta však měla lepší druhý pokus a skončila druhá. Jasnou převahu ruských dálkařek potvrdila rovněž Taťána Lebeděvová, která se stala olympijskou vítězkou. Na předešlé olympiádě v australském Sydney se umístila na čtvrtém místě výkonem 683 cm. Po více než devíti letech ji však byla dodatečně přidělena bronzová medaile, kterou původně získala Američanka Marion Jonesová. Ta se však později přiznala k užívání dopingu a několik medailí byla nucena vrátit.
Je trojnásobnou vicemistryní světa. Úspěchem skončily i její účasti na halovém mistrovství světa, kde získala tři zlaté a dvě stříbrné medaile. V roce 2002 se stala v Mnichově mistryní Evropy. Ve sbírce má také zlatou medaili z prvního ročníku mistrovství Evropy do 22 let z roku 1997. Na Mistrovství Evropy v atletice 2010 v Barceloně neprošla sítem kvalifikace.
V roce 2013 obdržela dvouletý zákaz startů kvůli užití dopingu a zároveň byly anulovány její výsledky od 10. srpna 2005 do 9. srpna 2007. Byly jí tak odebrána zlatá medaile z halového mistrovství světa v Moskvě (2006) a stříbrná medaile ze světového šampionátu v Helsinkách (2005).

## Osobní rekordy
Jako pátá dálkařka celé historie se dostala pod otevřeným nebem přes 740 cm, když 23. června 2002 skočila v Annecy 742 cm, čímž zároveň vytvořila nový národní rekord. Za světovým rekordem, který drží od roku 1988 Galina Čisťakovová, zaostala o deset cm.
- skok daleký (hala) – (701 cm – 17. leden 2002, Omsk)